# 冠松次郎

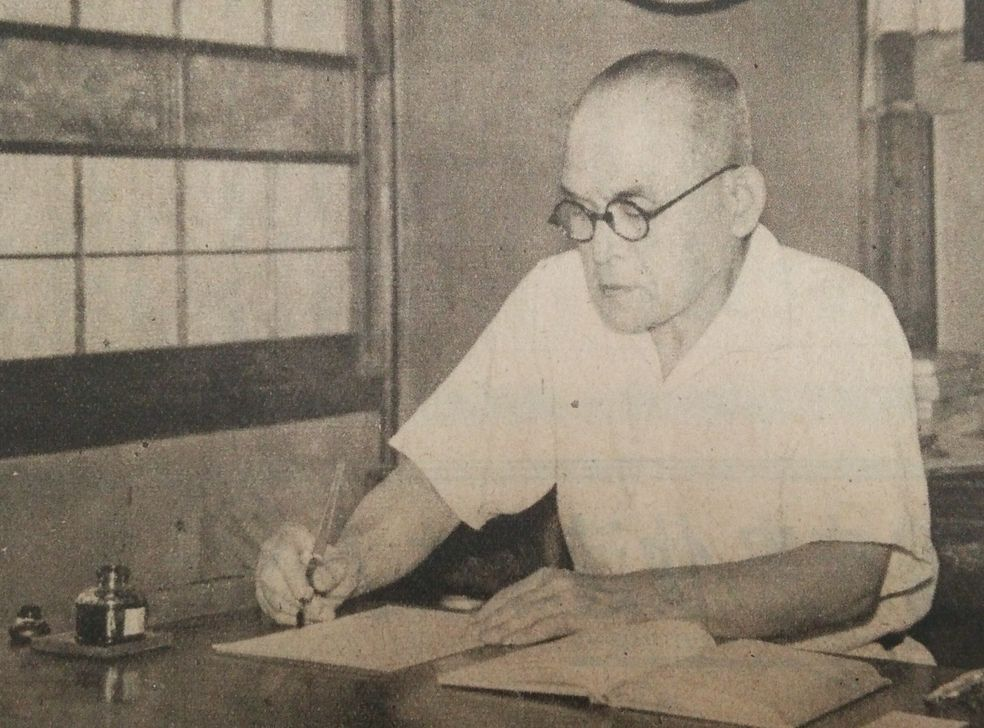
冠松次郎（『アサヒグラフ』1948年8月18日号）

冠 松次郎（かんむり まつじろう、1883年〈明治16年〉2月4日 - 1970年〈昭和45年〉7月28日）は、日本の登山家であり、黒部峡谷の地域研究、山岳紀行文でも知られる。東京本郷生まれ。

## 経歴
1902年（明治35年）頃より登山を開始し、奥多摩、日光、富士山などの山を登った。日本アルプスの初登山は、1909年（明治42年）。1911年（明治44年）、白馬岳に登り、祖母谷を流れに沿って下り、初めて黒部峡谷に入る。その後、黒部の虜となり、本流を中心として支流・尾根を踏査し、秘境黒部の谷や山の全貌を明らかにした。1917年（大正6年）、早月尾根より剱岳に登攀。1918年（大正7年）には、立山一ノ越より御山谷を下降した。1919年（大正8年）は、赤石山脈の聖岳にある遠山川西沢を初下降する。1925年（大正14年）、黒部川下廊下を鐘釣より平まで完全遡行（上流登山）に成功する。
その他にも、日本アルプスや奥秩父の渓谷の多くを遡行し、多くの探検記録や紀行文を書き、その魅力を広く紹介、登山の中に沢登りという日本独自の分野を開いた。「黒部の父」とも呼ばれる。1953年（昭和28年）、日本山岳会名誉会員。

## 著書
- 『黒部渓谷』アルス、1928年7月。
  - 『黒部渓谷』平凡社〈平凡社ライブラリー 145〉、1996年5月。ISBN 978-4582761450。
- 『立山群峯』第一書房、1929年5月。
- 『劔岳』第一書房、1929年6月。
- 『黒部』第一書房、1930年5月。
  - 『黒部』修道社、1959年。
- 『双六谷』第一書房、1930年。
- 『日本アルプス大觀 立山・黒部・後立山』木星社書院、1931年。
- 『後立山連峰』第一書房、1931年6月。
- 『破片岩』耕進社、1933年6月。
- 『白馬連峰と高瀬渓谷』梓書房、1935年6月。
- 『日本北アルプス登山案内』第一書房、1936年6月。
- 『渓からの山旅』改造社、1937年5月。
- 『冠松次郎随筆 峰・瀞・ビンカ』三省堂、1939年。
- 『廊下と窓』三省堂、1940年12月。
- 『徒歩旅行の指針 附・東京近郊推薦コース』高千穂書房、1941年7月。
- 『わが山わが渓』墨水書房、1942年。
- 『雲表を行く』墨水書房、1942年12月。
- 『山への味到』墨水書房、1943年4月。
- 『紀行と随筆 渓想』山と溪谷社〈山溪山岳叢書 1〉、1946年12月。
- 『富士山の旅』富士箱根厚生文化協会、1948年7月。
- 『山の味谷の味』文徳社、1952年。
- 『四季のたかね』山と溪谷社〈山溪山岳新書〉、1955年4月。
- 『渓』筑摩書房、1962年。
  - 『渓』中央公論社〈中公文庫〉、1979年4月。
  - 『渓』中公文庫 改版、2003年9月。ISBN 978-4122042667。
- 『峰と渓』日本文芸社〈日本岳人全集〉、1968年10月。
  - 『峰と渓』河出書房新社〈山の紀行〉、2002年5月。ISBN 978-4309704227。
- 『新編 山渓記　紀行集』山と溪谷社〈ヤマケイ文庫クラシックス〉、2022年。ISBN 978-4635049597。